# Читтенден, Томас
Томас Читтенден (англ. Thomas Chittenden; 1730—1797) — первый губернатор Вермонта, заметная фигура в истории штата.

## Биография
Томас Читтенден родился в Коннектикуте в поселении Ист-Гилфорд (сейчас территория города Нью-Хейвен). На территории Вермонта он поселился в 1774 году, где основал город Виллистон.
В 1777 году в Виндзоре состоялся конвент, на котором была принята Конституция Вермонта, ставшего первой независимой республикой в Северной Америке. Томас Читтенден был главой Вермонта вплоть до того, как последний стал 14-м штатом США (с небольшим перерывом в 1789—1790 гг). В 1791 году Читтенден стал губернатором штата Вермонт, данный пост он занимал вплоть до нескольких недель до смерти в 1797 году. Похоронен Томас Читтенден в Виллистоне.
У Читтендена было 10 детей, его правнук Люсиус-Юджин Читтенден работал в Казначействе при А. Линкольне. В честь Томаса Читтендена названы город и округ в Вермонте.